# هیستینگز (آیووا)
هیستینگز (به انگلیسی: Hastings) شهری در ایالت آیووا کشور ایالات متحده آمریکا است که جمعیت آن در سرشماری سال ۲۰۱۰ میلادی، ۱۵۲ نفر بوده‌است.